# Daphne Wright

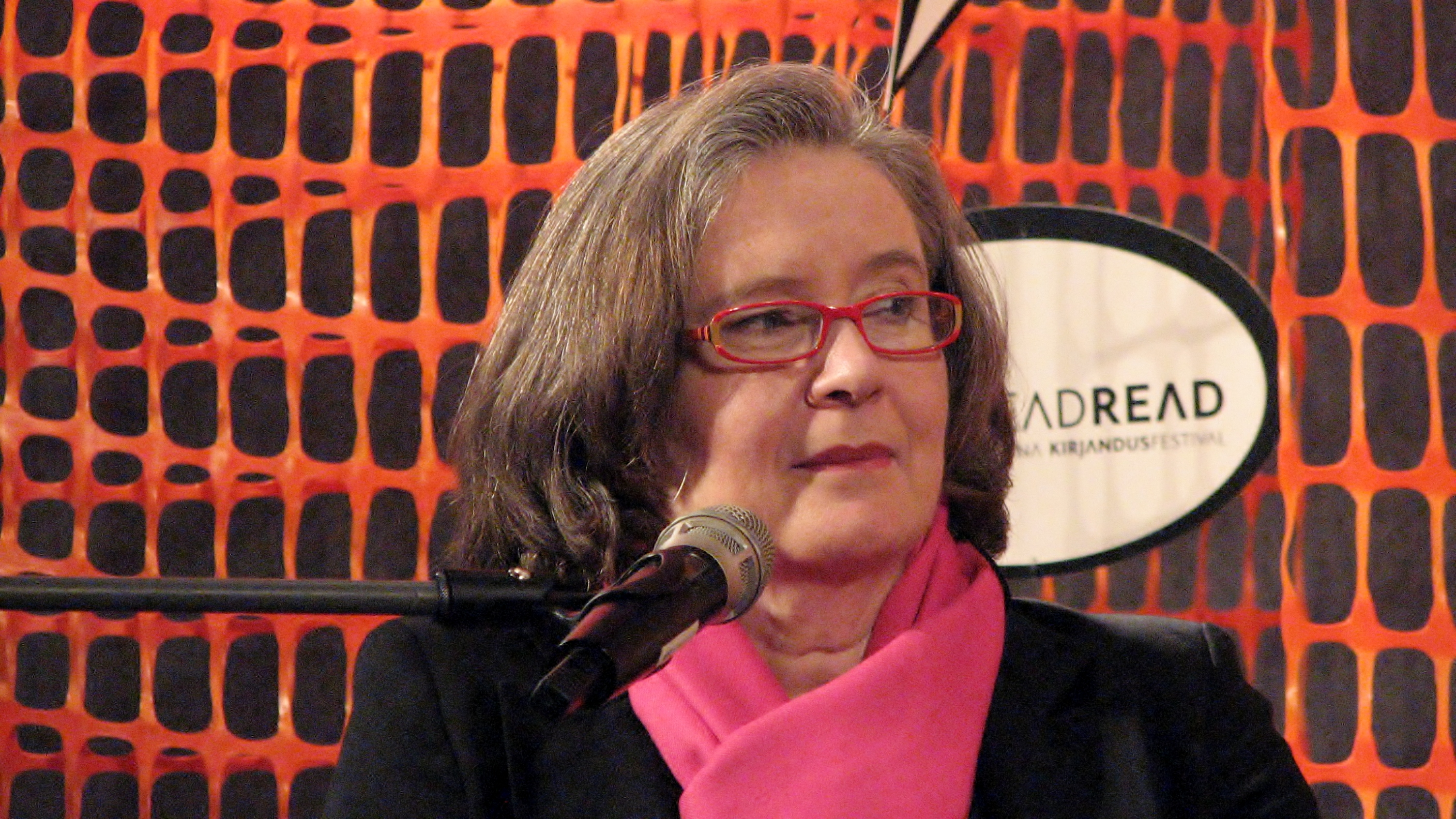
Daphne Wright, 2012

Daphne Wright (* 19. Mai 1951 in Kensington, London), besser bekannt unter ihrem Pseudonym Natasha Cooper, ist eine britische Krimiautorin.

## Leben
Wright wurde als zweites von fünf Kindern in eine Akademikerfamilie geboren. Schon früh wollte sie Schriftstellerin werden, was aber wegen ihrer Legasthenie unmöglich schien. Trotzdem ermutigte ihre Großmutter, Catherine Wright, sie diese Karriere zu verfolgen.
Nach ihrer Schulausbildung begann Wright im Verlagswesen zu arbeiten. Als junge Redakteurin gewann sie den Tony Godwin Memorial Trust Award. Nach zehn Jahren im Verlagswesen beschloss Wright sich dem Schreiben zu widmen. Sie begann mit einigen historischen Romanen. Während der Arbeit an ihrer ersten Reihe mit der Beamtin und Romanautorin Willow King, bei der sie bereits das Pseudonym Natasha Cooper verwendete, fand Wright zu ihrem eigentlichen Genre: dem Krimi. Ihre zweite Reihe schrieb sie über die ehrgeizige Anwältin Trish Maguire, die sich, angetrieben durch ihr soziales Gewissen, auch in Angelegenheiten einmischt, die eigentlich außerhalb ihrer Berufstätigkeit liegen. Die dritte Reihe handelt von der forensischen Psychologin Karen Taylor.
Nebenbei schreibt Wright Buchbesprechungen für die Times, The Times Literary Supplement und The Globe and Mail. Außerdem hat sie eine Kolumne in der Zeitschrift Crime Time. 2007 war sie mitverantwortlich bei der Durchführung des Harrogate Crime Writing festival.

## Werke (Auswahl)
- Distant Kingdom (1987)
- The Longest Winter (1989)
- Parrot Cage (1990)
- Never Such Innocence (1991)
- Dreams of Another Day (1992)
- The Tightrope Walkers (1993)

- als Kate Hatfield
  - Drowning in Honey (1995)
  - Angels Alone (1996)
  - Marsh Light (1997)

- als Clare Layton
  - Those Whom the Gods Love (2001)[2]
  - Clutch of Phantoms (2007)[2]

### Willow-King-Reihe
als Natasha Cooper
- Festering Lilies (1990)
- Poison Flowers (1991)
- Bloody Roses (1992)
- Bitter Herbs (1994)
- Rotten Apples (1995)
- Fruiting Bodies (1996)
- Sour Grapes (1997)

### Trish-Maguire-Reihe
als Natasha Cooper
- Creeping Ivy (1998)
- Fault Lines (1999)
- Prey to All (2000)
- Out of the Dark (2002)
- A Place of Safety (2003)
- Keep Me Alive (2004)
- Gagged and Bound (2005)
- A Greater Evil (2007)
- A Poisoned Mind (2008)

### Karen-Taylor-Reihe
als Natasha Cooper
- No Escape (2009; deutsch Unerbittlich ist der Tod, 2010)
- Life Blood (2010)
- Face of the Devil (2011)

### Weitere Bücher
- No More Victims (2008)